# 二俣城
二俣城（ふたまたじょう）は、遠江国豊田郡二俣（静岡県浜松市天竜区二俣町二俣）にあった日本の城（山城）。天竜川と二俣川に挟まれた天嶮に恵まれた中世城郭として名高く、武田信玄・勝頼親子と徳川家康がこの城を巡って激しい攻防を繰り広げた。また、家康の嫡男信康が悲劇の切腹をとげた城としても知られる。城跡は国の史跡に指定されている（指定名称は「二俣城跡及び鳥羽山城跡」）。
本項では二俣城攻略の際に付城として築かれた鳥羽山城についても記述する。

## 歴史

### 立地
二俣の地は、天竜川と二俣川との合流点にあり、水運に恵まれた地であった。加えて、北にある信濃側から見れば山間部から遠州平野への入り口といえる場所に位置し、南の道を気賀まで抜ければ、東海道の脇街道である本坂通（姫街道）が東西に走り、そこからさらに下れば浜名湖の東側（現在の浜松市中心部）に出るなど、街道上の要衝といえる位置にあった。

### 今川氏の拠点として
この二俣への築城は、戦国時代初頭、遠江を巡って今川氏と斯波氏が争った際に、今川氏が拠点とするために城館を築いたのがその初めといわれる。ただし、それは後のように山城ではなく、北東の平坦地にあったと考えられている（現在の浜松市天竜支所周辺。笹岡古城の名が残る）。その後今川氏は当主義元の勢力下で大きく勢力を伸張、その被官松井氏（当主は松井宗信か）が城の位置を変更、天竜川を見下ろす小山に築城したといわれるが確実な史料はない。宗信は永禄3年（1560年）5月、桶狭間の戦いで当主義元とともに討死するが、その子松井宗恒も跡を継いだ今川氏真に重用され、3千貫を与えられた。ところが永禄12年（1569年）、今川氏は甲斐の武田信玄と三河の徳川家康の挟撃にあって滅亡した。松井氏は武田信玄への従属の道を選ぶが、信玄と敵対した徳川家康に攻撃され、降伏した。家康は二俣城に鵜殿氏長を城代として置き、武田勢の攻撃の危険が高まると譜代の家臣である中根正照に城代を交代させた。

### 武田・徳川の攻防戦
元亀3年（1572年）10月、武田信玄が大軍を率いて信濃から遠江に侵攻、武田勝頼を大将とする軍が二俣城を攻撃した。徳川方からすれば落城すると本拠・浜松を守る拠点がなくなるため、城代中根正照以下必死に抵抗し、城の堅固さも手伝ってよく守っていた。そこで攻めあぐねた勝頼は、籠城軍が天竜川河畔に井戸櫓（いどやぐら）を築いて水を確保しているのを発見、天竜川に大量のいかだを流して井戸櫓にぶつけて破壊し、水の手を失った籠城側は戦意を失って落城したという（『三河物語』）。
二俣城の落城により武田軍は遠州平野内に入り、浜松を無視するが如くそのまま西進、これに業を煮やした家康が浜松城から出撃し、12月23日に三方ヶ原の戦いで両軍は激突した。武田軍は大勝し、12月28日には信玄は越前の戦国大名・朝倉義景に戦勝を報告するとともに織田信長を討つよう出陣の催促の手紙を送っている（『伊能文書』）。この中に二俣城が修築中であることも記載されている。しかし、上洛そのものはまもなく信玄が発病したために中止となり、信玄は帰国中に死亡した。
その後二俣城には、信濃先方衆の依田信蕃が城主として入った。家康は信玄死後から直ちに遠江・三河にある武田の諸城を攻撃した。二俣城にも元亀4年（1573年）6月に攻勢をかけたがこのときは撤退している。一方で逆に遠江東部の高天神城が武田の新当主・勝頼によって落城させられるなど、徳川氏にとっては厳しい状況が続いていた。ところが天正3年（1575年）5月21日、長篠の戦いで武田軍は織田・徳川連合軍に大敗した。家康は直ちに反攻を開始、6月には二俣城にも軍を出し、付城（前線基地）を二俣城の隣の小峰である鳥羽山ほか5箇所に作って包囲した。同年8月14日、家康は遠江の東端にある諏訪原城を落城させたが、二俣城の城兵はよく戦い、なかなか落城しなかった。しかし同年12月24日、城兵の安全な退去を条件についに開城、城代依田信蕃も駿河田中城に撤退した。家康は城主として重臣の中でも特に武勇名高い大久保忠世を置き、合わせて万全な城の修築工事を行わせた。武田軍はその後たびたび攻撃をかけるが、ついに落城しなかった。

### 家康の長男・信康の切腹
二俣城といえば、家康の長男・松平信康が若くして父に切腹させられた悲劇の地としても知られる。天正7年（1579年）7月、家康の同盟者・織田信長に家康の正妻・築山御前と長男・信康が武田方に内通したとの報がもたらされた。この信憑性は非常に薄いものであったが、信長は家康にこの二人を処断するよう求めた。家康は悩んだ末まず築山殿を殺害、さらに9月15日かねてから二俣城に幽閉させていた信康を切腹させた。このとき服部半蔵が介錯を務めたが、涙のあまり刀が振り下ろせなかったとの話が残る。信康は時に享年21。信康の遺体は二俣城から峰続きにある小松原長安院に葬られた。翌年には家康によって同院に廟と位牌堂が建立され、その後家康が詣でた際に寺に清涼な滝があるのを見て寺の名を清瀧寺と改めさせた。この寺・信康の墓ともに現存する。

### その後
そのまま大久保忠世が城主を務めたが、本能寺の変後の家康の勢力伸張に伴い忠世自身が信州惣奉行として小諸城に在番することが多く、二俣城にはあまり在城していなかった。天正18年（1590年）、家康の関東転出に伴い堀尾吉晴が浜松城に入り、二俣城はその支城となったが、慶長5年（1600年）に堀尾氏が出雲に転封すると廃城となった。その後も城としての役割を果たすことはなかったが、明治29年（1896年）、日清戦争で戦死した地元有志を弔うことを目的で北曲輪跡に旭ヶ丘神社が建立され、日露戦争の戦死者なども合祀された。太平洋戦争後には城一帯は地元の公園として整備され、現在に至っている。

## 城の構造
天竜川と二俣川が合流する手前で形成している蜷原台地の先端部、現在城山と呼ばれている小山に築城されている。台地自体の標高は40メートル、本丸の標高は80メートル、比高は40メートルほどとなる。山を階段状に削り取り、北側から南側に外曲輪・北曲輪・本丸・二の丸・蔵屋敷・南曲輪を配置している（いわゆる連郭式山城）。城の東側は険しく、西側も天竜川で隔てられており、しかも切り立った岩盤上に城は立地している。ただし、ゆえに水の確保が難しく、川からの取水が必要となった。虎口は遺構が明らかになっていないが、城の南西部に開いていたと想定されている。
天守台に石垣が使われており、他の土塁部分にも上部などに石垣が使われていた形跡が残っている。天守台の築造時期については、大久保忠世が武田勢と対峙していた天正3年から10年ころまでと想定され、家康による浜松城の改修と時期を同じにすることもあり共通した部分が多く見られる。石垣は野面積み、天守の隅石には当時の先端の積み方である算木積みが用いられている。石には当地で掘り出される石灰岩が使用されており、石の加工が容易なこともあり浜松城の石垣より丁寧に加工されている。

### 遺構
天守台・石垣・土塁などが残っている。ただし東側を中心に車道や神社の建設の際に一部の遺構が破壊されている。また、井戸櫓が清瀧寺に復元されている。昭和36年（1961年）に市（当時は天竜市）の指定史跡に指定され、合併後の浜松市に引き継がれた。その後2018年（平成30年）2月13日官報告示により国の史跡となった。

### 笹岡古城

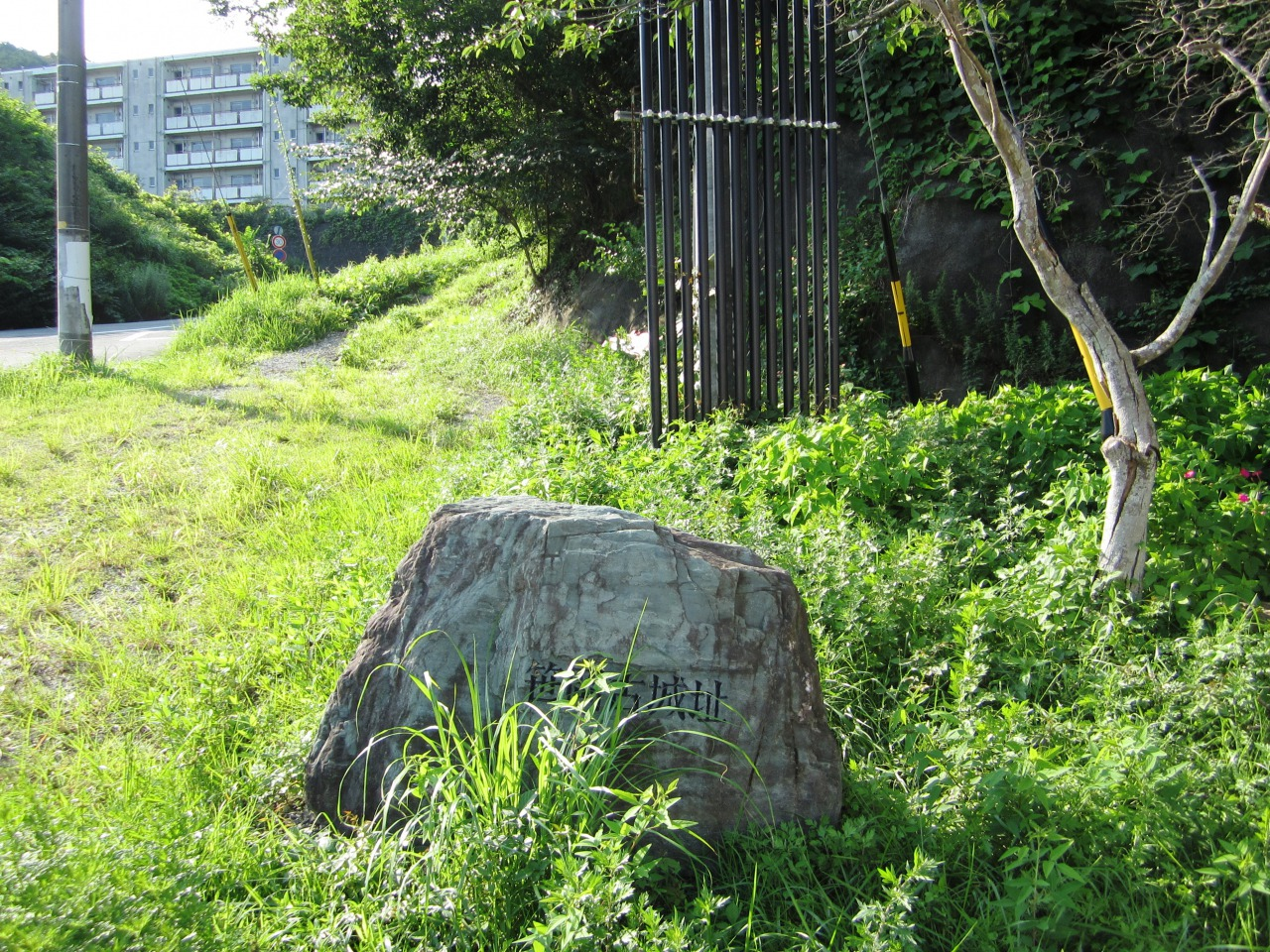
笹岡古城址

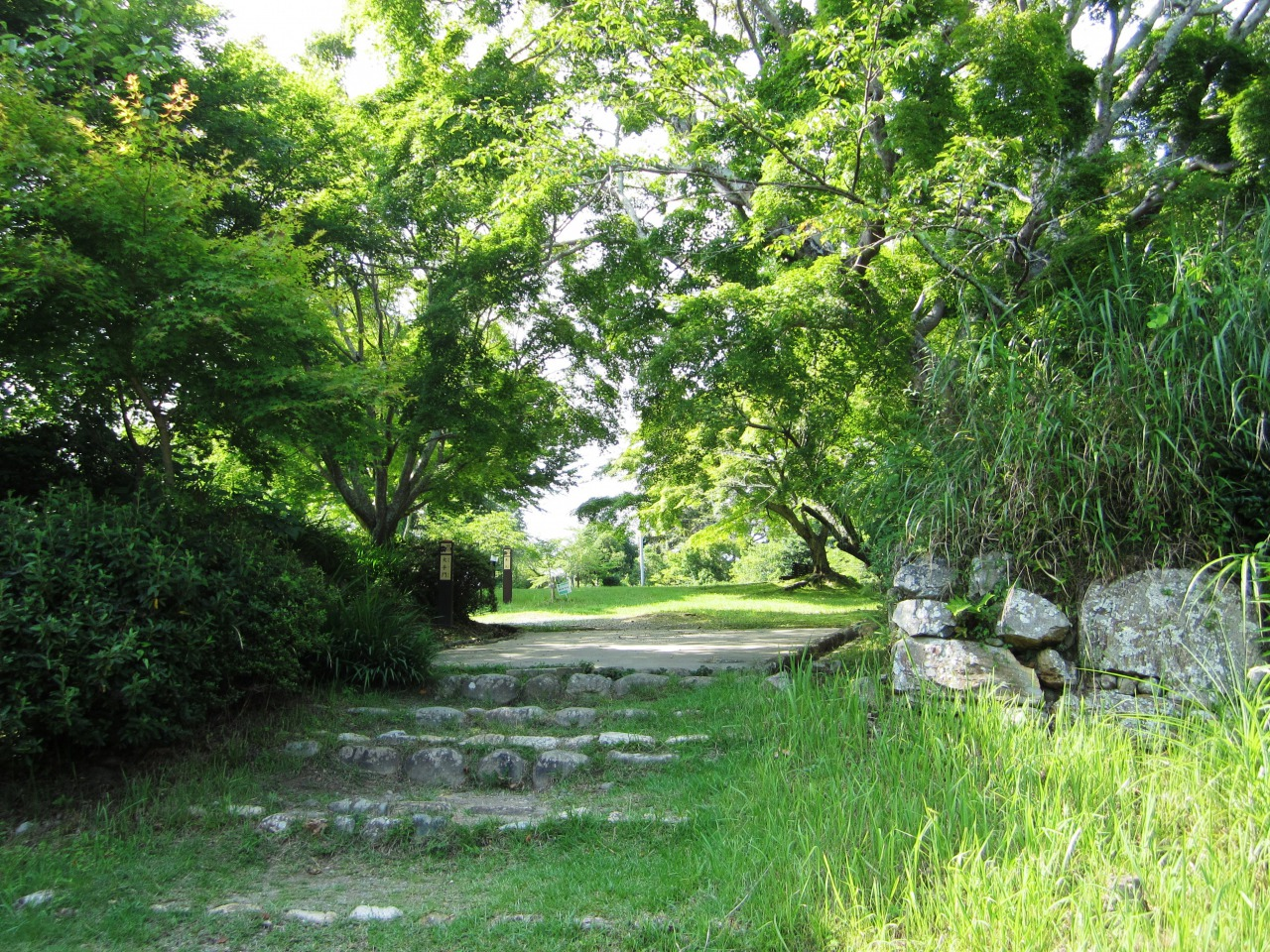
鳥羽山城跡。大手門跡から本丸跡を臨む。

二俣築城以前の二俣周辺の支配の中心と考えられる城館跡の現在の呼び名である。遺構のほとんどは昭和42年（1967年）の天竜市役所（当時）建設の際に破壊され、現在は背後の本城山に土塁が残っている。市役所建設の事前発掘調査の際に山茶碗・青磁・白磁・井戸枠・柱根などの出土品が発掘され、当地が城館として機能していた可能性が高いことうかがわせた。築城時期については『遠江国風土記伝』には二俣昌長が文亀年間（1501年-1503年）に築城し、地元の民衆はこれを「古城」と呼んでいるとあるが、裏付ける史料がなく不明である。

### 鳥羽山城
徳川家康が二俣城を攻める際に付城とした鳥羽山城も庭園など多くの遺構が残っている。この城については史料に天正3年6月に築城したという記録しか残っておらず、発掘調査もなされていなかった。しかし地元の郷土史研究家である鈴木喜代治が一定規模の城郭があったものと考え、昭和26年（1951年）から20数年にわたって単独で発掘を行った結果、大規模な遺構の存在が明らかになり、昭和49年（1974年）から翌年にかけて、天竜市教育委員会による大規模な発掘調査が行われた。これにより、二俣城と同規模、またはそれ以上の城郭があったことが判明し、各曲輪・枡形門跡・庭園・石垣・井戸・排水溝などの遺構が発掘された。特に庭園については、立石などから安土桃山時代の形式で枯山水の庭園であると考えられる。また、染付・天目茶碗・鉄釉仏飯器なども発見されている。これらのことから、家康の二俣城攻略の後には、鳥羽山城は二俣城の一部として機能したと考えられているが、一方で石垣を含んだ大規模な築城は堀尾氏入封後のものであるとの説もある。
なお、鳥羽山城跡は現在は公園として整備され、市民の憩いの場となっている。

## アクセス
- 天竜浜名湖鉄道二俣本町駅から北に徒歩10分、鳥羽山城跡については同15分

## 参考資料
- 天竜市編『遠州鳥羽山城：発掘調査報告』天竜市刊、昭和51年（1976年）